# Barnby Dun with Kirk Sandall
Barnby Dun with Kirk Sandall – gmina (civil parish) w Anglii, w hrabstwie ceremonialnym South Yorkshire, w dystrykcie metropolitalnym Doncaster. Leży 34 km na północny wschód od miasta Sheffield i 238 km na północ od Londynu. Miejscowość liczy 8524 mieszkańców.